# Pporappippam
«Pporappippam» (en hangul, 보라빛 밤), es un sencillo digital de la cantante surcoreana Sunmi. Fue lanzado el 29 de junio de 2020 por MakeUs Entertainment.

## Antecedentes
El 21 de mayo de 2020, se reveló que Sunmi regresaría a fines de junio o principios de julio. Sunmi reveló que originalmente estaba trabajando en otra canción, pero «debido a que en estos días la gente se siente triste y apesadumbrada, [ella] quería hacer algo que pudiera ayudarlos a sentirse renovados en lugar de algo profundo». El título de la canción, que es una romanización de las palabras coreanas para un anochecer en tonos morados, fue elegido porque «el cielo de color violeta la hizo sentir una indefinible sensación de amor y alegría, pero también porque pensó que el color púrpura la describía mejor».

## Composición
La canción, que fue cocompuesta por Sunmi y Frants, incorpora sonidos de dance-pop y city pop y presenta ritmos rítmicos y riffs de guitarra del cantautor Jukjae. Sunmi mencionó durante una conferencia de prensa que ella «agregó el sonido de una flauta en la introducción y el gancho» «para mantener [su] propio color». Al describir la canción, dijo que «quería expresar sónicamente esos sentimientos [que] te dan mariposas en el estómago [cuando] una brisa te refresca en un día de verano al atardecer después de un día caluroso y estás mirando hacia el cielo en la terraza de un café».

## Posicionamiento en listas

### Semanales
| Lista (2020)                        | Mejor posición |
| ----------------------------------- | -------------- |
| Singapur (RIAS)                     | 15             |
| Corea del Sur (Gaon Digital Chart)  | 5              |
| Corea del Sur (K-pop Hot 100)       | 4              |
| Estados Unidos (World Digital Song) | 5              |

### Mensual
| Lista (2020)                       | Mejor posición |
| ---------------------------------- | -------------- |
| Corea del Sur (Gaon Digital Chart) | 7              |